# Akatastopsis papuana
Akatastopsis papuana (лат.) — вид коротконадкрылых жуков, единственный в составе рода Akatastopsis и трибы Akatastopsisini (подсемейство Aleocharinae). Эндемик Папуа (Madang: Baiteta; остров Новая Гвинея)

## Описание
Мелкого размера стафилиниды, длина тела около 2 мм. Усики 11-члениковые. Обладают уникальной формулой члеников лапок: 2-2-5. Основная окраска желтовато-коричневая; желто-красноватые усики с двумя базальными антенномерами и двумя апикальными грязно-желтыми. Очень редкое опушение тела; виски не отграничены; мезококсы прилегают друг к другу. Общий габитус сходен с родами Dimonomera и Myllaena (из трибы Myllaenini). У рода Dimonomera (Индия) формула лапок 1-1-5. Имеют удлиненно-шиловидные лацинии с широко расставленными зубцами и шипами в вершинной трети; удлиненный, очень тонкий и склеротизованный к вершине галеа с щетинками только на вершине, асетозный на мезальном крае; короткий и полный язычок прементума; прементум с двумя дискальными щетинками; медиальное поле псевдопор без псевдопор; ментум с апико-латеральными краями с выступающими шиповидными отростками.

## Систематика и этимология
Вид Akatastopsis papuana был впервые описан в 2000 году итальянским колеоптерологом Роберто Пейсом по единственному голотипу (самке) с острова Новая Гвинея. Название рода Akatastopsis означает «Та, кто проявляет себя неправильно, то есть не следует правилам». Видовой эпитет A. papuana связан с местом обнаружения (Папуа). Один признак (срединное деление четвертого максилярного членика щупика), описанный Пейсом в 2000 году, уникален для Myllaenini (структура, подобная той, что присутствует у Oxypodinini) и родственных триб. Akatastopsisini остается известным по единственному экземпляру женского пола, и его филогенетические отношения внутри Aleocharinae неизвестны.
В 2021 году в ходе филогенетического анализа триб из подсемейства Aleocharinae таксон Akatastopsisini был включен в кладу триб MPO (Myllaenini- Pronomaeini- Oxypodinini; 9 триб, 714 видов), сестринскую кладе клада APL (Athetini — Pygostenini — Lomechusini; 22 трибы, 8990 видов).